# Bataille de Sankt Leonhard in Passeier
Rébellion du Tyrol
Batailles
- Axams
- Sterzing
- Innsbrück
- Kufstein
- Volano
- Lofer
- Waidring
- Wörgl
- Strass im Zillertal
- 1re Bergisel
- 2e Bergisel
- Franzensfeste
- Pontlatzer Brücke
- 3e Bergisel
- Unken
- Lueg
- Hallein
- Melleck
- 4e Bergisel
- Pustertal
- Meran
- Sankt Leonhard in Passeier

La bataille de Sankt Leonhard in Passeier se déroule du 18 au 22 novembre 1809, lors de la rébellion du Tyrol. Elle s'achève par la victoire des rebelles tyroliens qui détruisent une colonne française.

## Déroulement

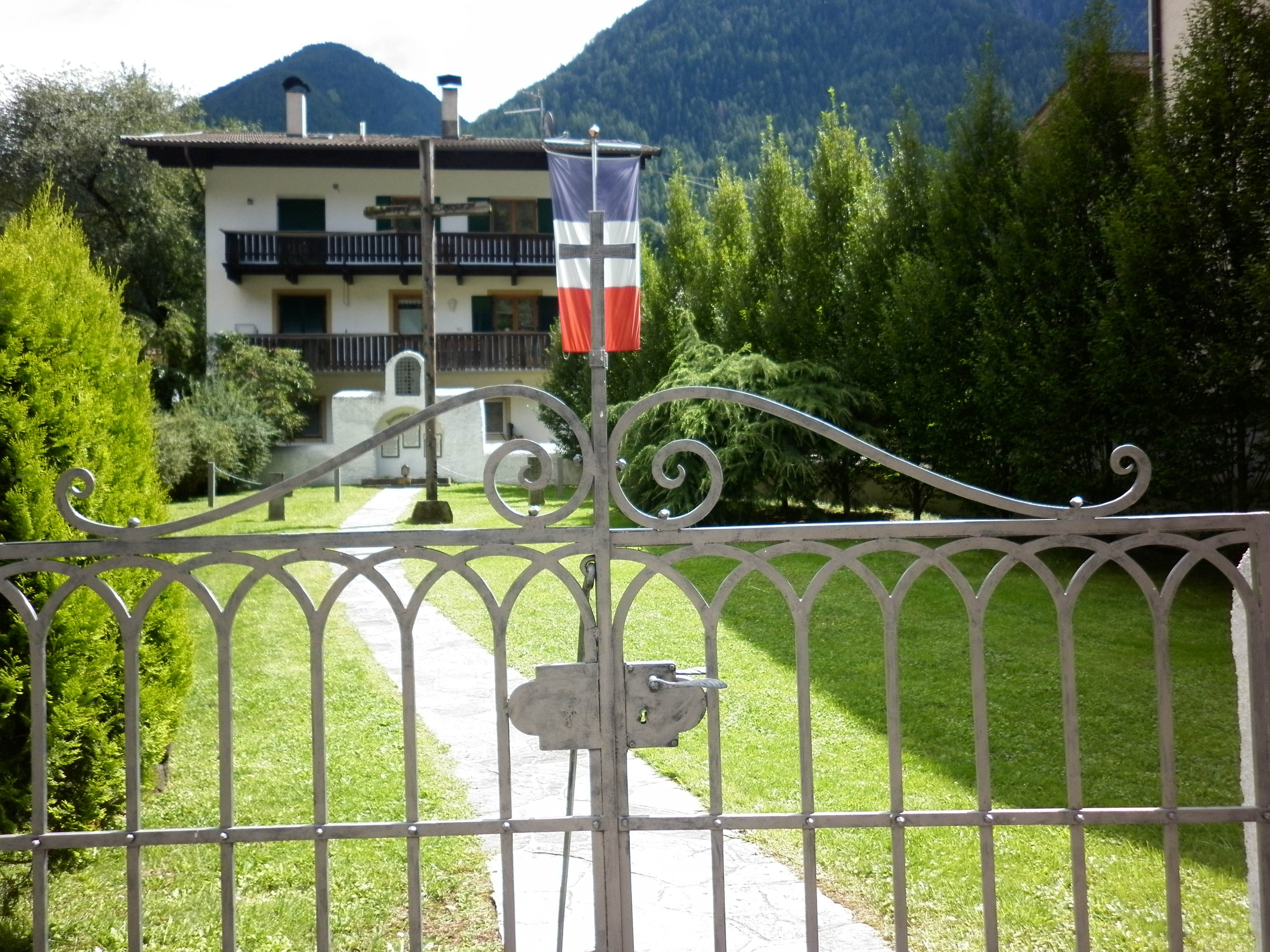
Vue en 2016 de l'entrée du cimetière français de Sankt Leonhard in Passeier, où reposent les corps de 200 soldats et 30 officiers français.

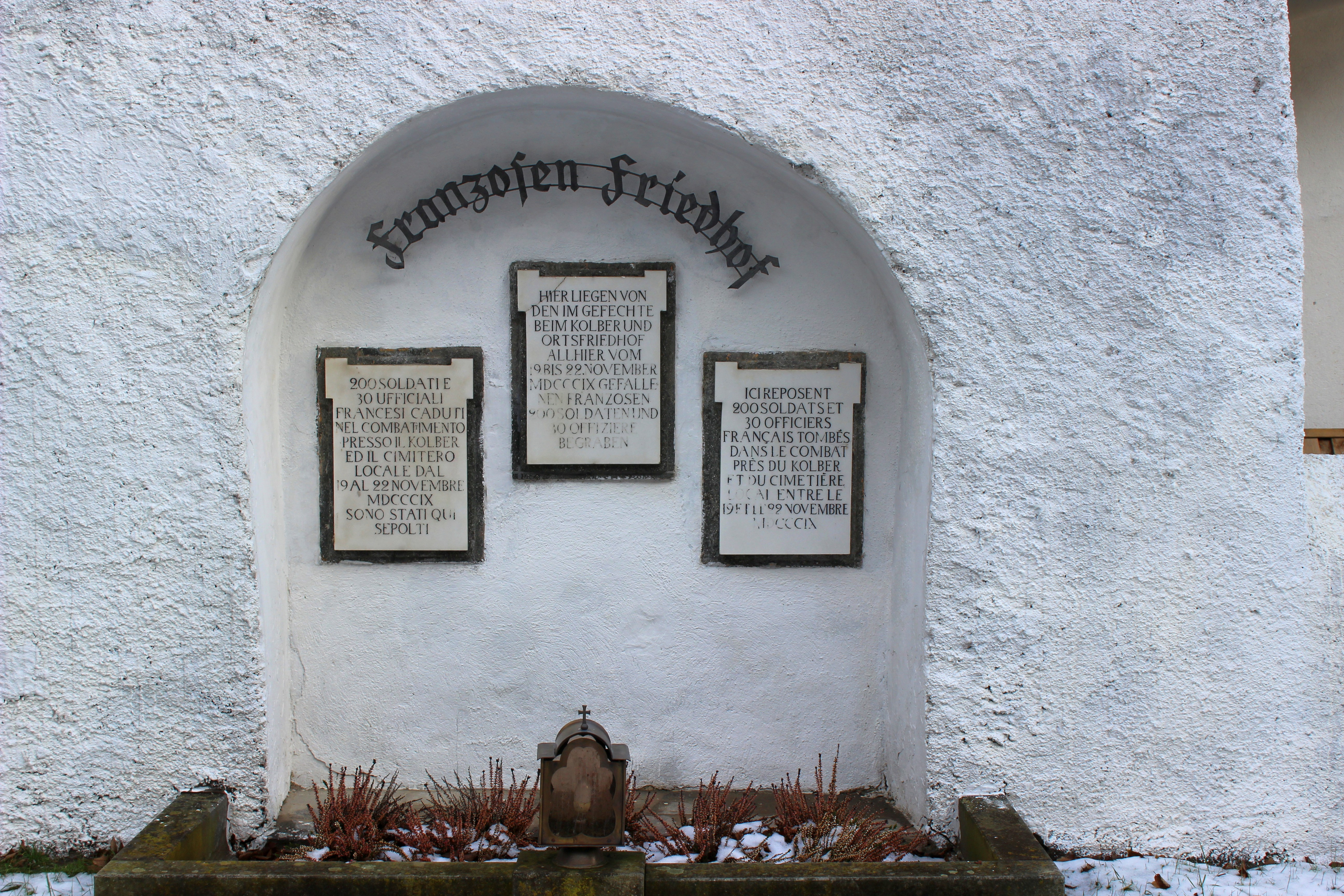
Plaques du cimetière français de Sankt Leonhard in Passeier.

Après la prise de Meran par les Tyroliens, le général français Louis Baraguey d'Hilliers donne l'ordre auc chef de bataillon Doreille de sortir de Sterzing avec ses 1 200 fantassins et de reprendre Meran. Informé de ce mouvement, Andreas Hofer ordonne à ses hommes de cesser la poursuite des Italiens de Rusca et se porte à la rencontre de la colonne de Doreille. Le 18 novembre, les Français sont attaqués par les Tyroliens à Sankt Leonhard. Inférieurs en nombre, les Français se retranchent dans l'église et le cimetière. Après quatre jours de siège et de combats au corps à corps, les assiégés capitulent. Environ 800 d'entre eux sont faits prisonniers et conduits par Joachim Haspinger sur Vinschgau.
Victorieux, Hofer publie une proclamation :

« Mes très chers frères, voici un nouvel exemple de l'assistance divine. L'ennemi est en déroute. Aussi vous voyez que Dieu nous a choisis pour son peuple chéri et nous engage à battre une nation étrangère, la plus forte qui existe sur terre. Nous nous battons comme de vieux chevaliers ; et Dieu et notre Sainte Vierge nous donneront la bénédiction. Après la guerre, nous pourrons vivre tranquille sous le sceptre de l'empereur d'Autriche qui, à n'en pas douter, redeviendra maître de notre pays. Surtout ne perdez pas courage. »

Cette ultime victoire tyrolienne reste cependant sans lendemain. Quelques jours plus tard, à la suite de l'arrivée de renforts français, les troupes de Hofer prennent la fuite et se dispersent.